# Jules Miquel
Jules Miquel (Saint-Affrique, 1 de abril de 1884-París, 23 de noviembre de 1966) fue un deportista francés que compitió en ciclismo en la modalidad de pista. Ganó una medalla de plata en el Campeonato Mundial de Ciclismo en Pista de 1913, en la prueba de medio fondo.

## Medallero internacional
| Campeonato Mundial | Campeonato Mundial | Campeonato Mundial | Campeonato Mundial |
| Año                | Lugar              | Medalla            | Competición        |
| ------------------ | ------------------ | ------------------ | ------------------ |
| 1913               | Leipzig (Alemania) | Medalla de plata   | Medio fondo (P)    |